# Sharp, Stewart & Co.

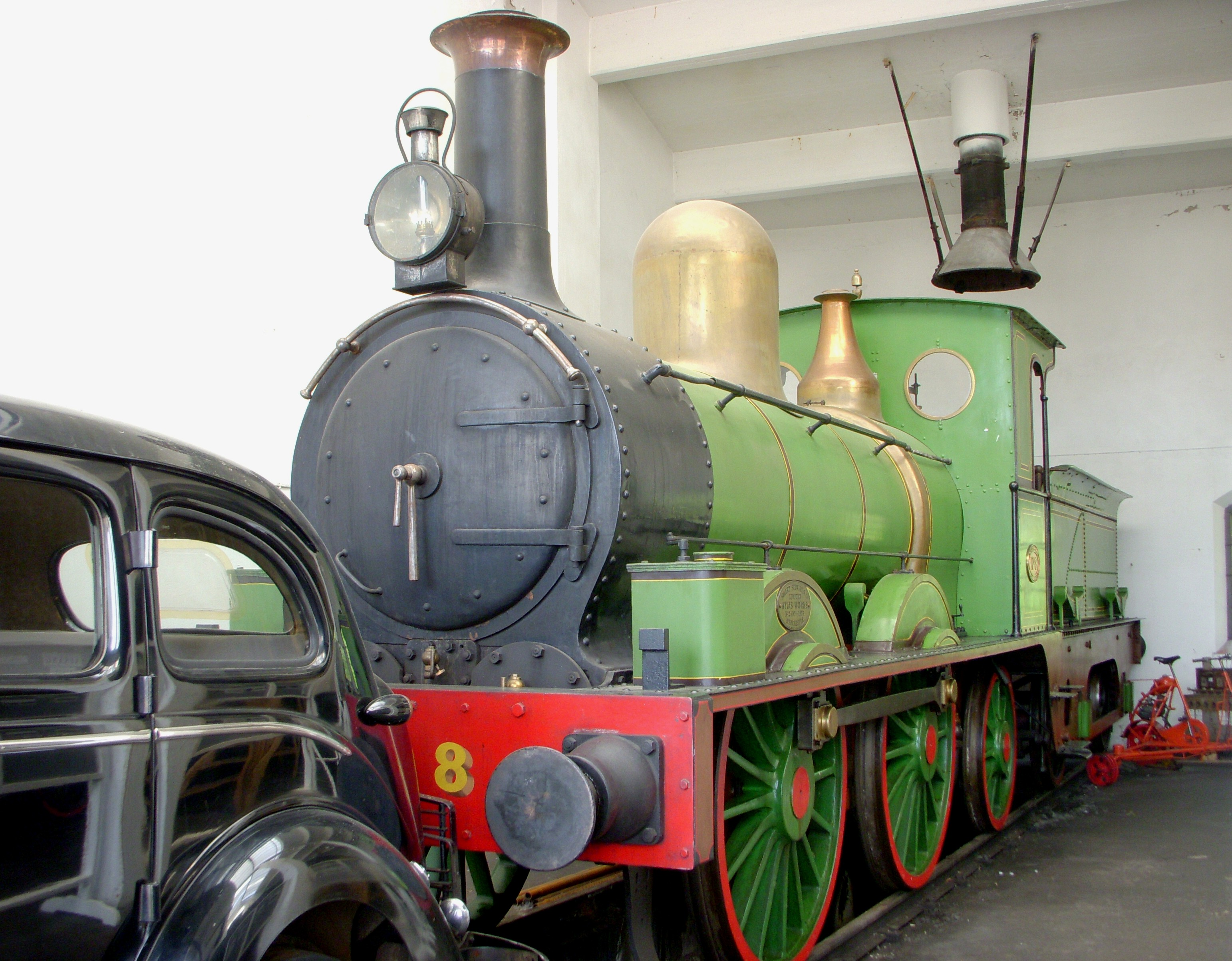
Eine OFWJ Nr 8 gőzmozdony Sharp, Stewart & Co, 1876, Eisenbahnmuseum Grängesberg-ben

Sharp, Roberts and Company egy gőzmozdony gyár volt az angliai Manchesterben.
A társaságot Thomas Sharp és Richard Roberts alapította 1828-ban eredetileg Atlas Works néven textilipari gépek és szerszámgépek gyártására.

## Az első mozdony
A vállalat már épített néhány helyhez kötött gép, amikor 1833 először építettek egy mozdony a Liverpool and Manchester Railway számára. Ez az első mozdony amely találóan a "Kísérleti" nevet viselte, egy négykerekű mozdony volt Planet típusnévvel, függőleges hengerekkel a hajtott kerekek fölött. Ezt követte egy Whyte jelölésű 2-2-0 (2B) modell. Néhány változtatás után még további három mozdony készült ebből a típusból a Dublin and Kingstown Railway-nek. Annak ellenére, hogy viszonylag nagy sebességet értek el, túlságosan nehéznek bizonyultak a síneken. Így végül egy új modellt terveztek és készítettek el. Ez 2-2-2 (2B2) jellegű volt, vízszintes hengerekkel a füstkamra alatt és kiegészítő forgattyústengely-csapágyakkal. Körülbelül 600 készült ezekből a mozdonyokból 1837 és 1857 között. Ez volt az első a cég által kifejlesztett és nagy sorozatban gyártott mozdony. A sorozat első tíz darabját a Grand Junction Railway vásárolta meg. Az úgynevezett Sharp egy szabvány lett hasonlóan a Bury gépekhez.

## Egy új név, Sharp Brothers
1843-tól a cég tulajdonosa megváltozott, a partner Roberts elhagyta a céget, és a cég mostantól Sharp Brothers néven működik. Az 1851 és 1852 évek során a London and North Western Railway-nek építettek 20 mozdony az Edward McConnell által tervezett úgynevezett Bloomers. A cég beszállítója volt a Wolverton railway works.

## Sharp Stewart and Company
Az 1852-es év ismét változást hozott a társaságnak, a senior üzlettárs John Sharp visszavonult és helyét Charles Patrick Stewart vette át helyét a cégben. Mint 1843-ban a vállalat megváltoztatta a nevét és mint Sharp Stewart and Company működött tovább. Nyolc évvel később, szintén a másik senior üzlettárs Thomas Sharp is visszavonult és Stephen Robinson lett az utódja. 1860-ban a cég elnyerte a kizárólagos jogait a Henri Giffards által szabadalmaztatott új gőz tápszivattyú gyártásának. 1864-től hasonlóképpen, a német GmbH jogi formához vagyis korlátolt felelősségű társaságként vezetett a céget függetlenül annak jogi formájától.
A Furness Railway részére adtak egy sorozat 0-4-0 (B) tengelyelrendezésű szertartályos mozdonyt. A sorozat 20 mozdonya a Lakeside & Haverthwaite Railway-től Cumbriaból visszakerült mozdonyok felújítása 1863-ban készült el. Végül 1862-ben építettek nagyobb mozdonyokat, mint az első néhány 4-6-0 (2C) nyeregtartályos mozdonyt, ahol a szertartály a kazán felett található, a Great Indian Peninsula Railway-nek. Öt évvel később, építették újra Indiának néhány 0-8-0 (D) jellegű mozdonyt.
A cégnek végül 1888-ban költöznie kellett, mivel a különböző területeken a vállalatnak nagyobb helyre volt szüksége.
Még mindig működik a réz és acél kereskedelemben, és készít szerszámgépeket is. fölvásárolta a Clyde Locomotive Works-ot Glasgow-ban és átnevezték azt Atlas Works-nak.
1889-ben készítettek néhány kompaund mozdonyt az Argentine Central Railway-nek, továbbá néhány 4-4-0 (2B) és 2-8 (1D) gépet. A Midland Railway 75 db-os rendelése 4-4-0 (2B) és 0-6-0 © jellegű mozdonyokra 1892-ben megtöltötte a megrendeléskönyvet.
Ehhez csatlakoztak még a 0-4-0 sorozatra szóló megrendelések a tengerentúlról 1894-ben, amikor először rendelt brit gyártmányt Jones Goods a Highland Railway-nek. A század végére a cég az egész világra szállított mozdonyokat.

## A North British Locomotive Company megjelenése
1903-ban, miután több mint 5000 gépet építettek, a cég összeolvadt a Neilson Reid and Company és a Dübs and Company vállalatokkal, hogy létrehozzák a North British Locomotive Company-t.

## Fordítás
- Ez a szócikk részben vagy egészben  a   Sharp, Roberts and Company című német Wikipédia-szócikk fordításán alapul.  Az eredeti cikk szerkesztőit annak laptörténete sorolja fel. Ez a jelzés csupán a megfogalmazás eredetét és a szerzői jogokat jelzi, nem szolgál a cikkben szereplő információk forrásmegjelöléseként. Az eredeti szócikk forrásai szintén ott olvashatóak.